# Torrent del Traver
El Torrent del Traver, o Torrent de Can Saloma, és un torrent que discorre pels termes de Sant Quirze Safaja, en territori del poble de Bertí, al Moianès, i de Bigues i Riells, al Vallès Oriental, dins del territori del poble de Riells del Fai.
Es forma al nord de la Baga del Traver, a l'extrem oriental del Solell de Cal Magre, a prop i al sud-est de les restes de la masia de la Serra i al nord-est d'on hi havia hagut Can Niolda, als peus, sud-est, de la Serra del Magre. Des d'aquell lloc davalla cap a l'oest-sud-oest, i aviat torç encara més cap al sud-oest, fins que assoleix el capdamunt dels Cingles de Bertí al nord del Turó de les Onze Hores i al sud del Séc dels Ducs. En aquell lloc salta la cinglera formant el Salt de Llòbrega i al cap de poc, ja al fons de la vall, s'ajunta amb el torrent de l'Ullar per tal de formar el torrent de Llòbrega.

## Etimologia
Es tracta d'un topònim romànic de caràcter descriptiu: pren el nom de la masia del Traver, prop de la qual passa.